# Samsung Galaxy
Samsung Galaxy és una gamma de dispositius Android dissenyats, fabricats i publicitats per Samsung Electronics. La línia de productes inclou la sèrie de telèfons intel·ligents d'alta gamma Galaxy S, els mòbils de gama mitja Galaxy A, les tauletes Galaxy Tab, les taules i phablets Galaxy Note amb la funcionalitat afegida d'un llapis i la primera versió del rellotge intel·ligent Galaxy Gear, amb versions posteriors que abandonen la marca Galaxy.

## Categorització
Des d'abril de 2014, tots els telèfons intel·ligents de la sèrie Galaxy es classifiquen de la següent manera:
| Lletra | Significat                                          | Classe                                                                       | Numeració de model |
| ------ | --------------------------------------------------- | ---------------------------------------------------------------------------- | --- |
| K      | Kapture (per exemple, capturar el moment)           | Càmera digital i de consumidor proactiu combinat amb el telèfon intel·ligent | Samsung llança el Galaxy K a l'Índia,amb càmera de 10X Zoom amb 20,7 megapíxels, combinada amb Android 4.4.2, 2GB RAM, 8GB de flaix intern, microSD, NFC, Wi-Fi, Bluetooth 4.0, 4.8 polzades 1280x720 px Super AMOLED (306 ppi), Exynos 5 Hecta SoC de sis nuclis, Mali-T624 GPU, 200 grams i 20,2 mil·límetres en el punt més gruixut. |
| Note   | Phablet i Tablets amb dispositius de llapis digital | Dispositius d'alta gamma                                                     | GT-N7nnn (vell), SM-N9nnn/SM-N7nnn (nou) (Phablets) SM-Pnnn (Tablets) |
| S      | Superintel·ligent                                   | Dispositius d'alta gamma                                                     | GT-I9nnn (vell), SM-G9nnn (nou) |
| Z      | Telèfon instel·ligent plegable                      | Dispositius d'alta gamma                                                     | SM-Fnnn |
| PRO    | Tablet devices                                      | Dispositius d'alta gamma                                                     | SM-P9nn (NotePRO Tablets), SM-Tnnn (TabPRO Tablets) |
| Tab    | Dispositius Tablet                                  | Dispositius superiors a la gamma mitjana                                     | GT-Pnnn (vell), SM-Tnnn (nou) |
| R      | Reial                                               | Dispositius superiors a la gamma mitjana                                     | GT-S8nnn (vell), SM-G7nnn (nou) |
| W      | Meravellós                                          | Dispositius de gamma mitjana                                                 | GT-S7nnn (vell) SM-G3nnn (nou) |
| M      | Màgic                                               | Dispositius de gamma baixa                                                   | GT-S5nnn |
| Y      | Jove                                                | Dispositius de gamma baixa                                                   | (diversos) |

El nombre de model dels dispositius Samsung Galaxy indiquen la variant:
- GT-Nnnn0 - model principal del Note (antic tipus de nombre de model)
- SM-Nnn0 - model principal del Note (nou tipus de nombre de model)
- GT-Pnn00/10 - model principal del Tab (antic tipus de nombre de model)
- SM-Tnn0/1 - model principal del Tab (nou tipus de nombre de model)
- GT-Snnn0 - model principal
- GT-Snnn2 - Model SIM dual "Duos"
- GT-Snnn5/GT-Nnnn5/GT-Pnnn5/GT-Innn5/SM-Nnn5/SM-Tnn5/SM-Gnnn5 - model 4G/LTE

## Història de llançaments
| Data     | Model                                     | Nom alternatiu i variacions |
| 2015     | 2015                                      | 2015 |
| -------- | ----------------------------------------- | --- |
| Agost    | Samsung Galaxy Note 5                     | |
| Agost    | Samsung Galaxy S6 Edge+                   | |
| Agost    | Samsung Galaxy A8                         | |
| Juny     | Samsung Galaxy S6 Active                  | - SM–G890A |
| Juny     | Samsung Galaxy J5                         | |
| Juny     | Samsung Galaxy J7                         | |
| Abril    | Samsung Galaxy S6 Edge                    | - SM-G925 |
| Abril    | Samsung Galaxy S6                         | - SM-G920 |
| Març     | Samsung Galaxy Xcover 3                   | |
| Febrer   | Samsung Galaxy J1                         | - SM-J100H |
| Febrer   | Samsung Galaxy A7                         | - SM-A700F |
| Gener    | Samsung Galaxy E7                         | - SM-E700H |
| Gener    | Samsung Z1                                | |
| 2014     |                                           | |
| Desembre | Samsung Galaxy A5                         | - SM-A500F |
| Desembre | Samsung Galaxy A3                         | - SM-A300F |
| Novembre | Samsung Galaxy Note Edge                  | - SM-N915G |
| Octubre  | Samsung Galaxy Note 4                     | - SM-N910G |
| Octubre  | Samsung Galaxy Young 2                    | - SM-G130H |
| Setembre | Samsung Galaxy Alpha                      | - SM-G850 |
| Setembre | Samsung Galaxy Grand Prime                | - SM-G530H |
| Setembre | Samsung Galaxy Core Prime                 | - SM-G360BT |
| Setembre | Samsung Galaxy Pocket 2                   | - SM-G110B |
| Setembre | Samsung Galaxy Mega 2                     | - SM-G7508 |
| Agost    | Samsung Galaxy Ace 4                      | - SM-G313F (LTE) |
| Agost    | Samsung Galaxy S Duos 3                   | |
| Juliol   | Samsung Galaxy Core 2                     | |
| Juliol   | Samsung Galaxy S5 Mini                    | - SM-G800H - SM-G800F |
| Juny     | Samsung Galaxy Core                       | - SM-G386F (LTE) |
| Maig     | Samsung Galaxy K Zoom                     | - SM-C115 |
| Maig     | Samsung Galaxy Ace Style                  | - SM-G310 |
| Abril    | Samsung Galaxy S5                         | - SM-G900H - SM-G900F - SM-G900FD (dual-SIM/LTE) - SM-G900R4 - SM-G900V |
| Gener    | Samsung Galaxy Note 3 Neo                 | - SM-N7500 (3G Model/Samsung Exynos Chip/International) - SM-N7502 (dual-SIM) - SM-N7505 (4G/LTE Model/Qualcomm Snapdragon Chip/Selected Countries)                              |
| Gener    | Samsung Galaxy Grand Neo (GT-I9060)       | - Samsung Galaxy Grand Lite |
| 2013     |                                           | |
| Desembre | Samsung Galaxy Win Pro (SM-G3812)         | |
| Desembre | Samsung Galaxy J (SGH-N075)               | |
| Desembre | Samsung Galaxy S Duos 2 (GT-S7582)        | |
| Desembre | Samsung Galaxy Trend Plus (GT-S7580)      | |
| Novembre | Samsung Galaxy Grand 2 (SM-G7100)         | - SM-G7102 (dual-SIM) |
| Octubre  | Samsung Galaxy Star Pro (GT-S7260)        | - GT-S7262 (dual-SIM) |
| Octubre  | Samsung Galaxy Express 2 (SM-G3815)       | |
| Octubre  | Samsung Galaxy Round (SM-G9105)           | |
| Octubre  | Samsung Galaxy Trend Lite (GT-S7390)      | - GT-S7392 (dual-SIM) |
| Octubre  | Samsung Galaxy Fame Lite (GT-S6790)       | |
| Octubre  | Samsung Galaxy Light (SGH-T399)           | |
| Octubre  | Samsung Galaxy Core Plus (SM-G3500)       | - SM-G3502 (dual-SIM) |
| Setembre | Samsung Galaxy Note 3                     | - SM-N9000 (3G Model/Samsung Exynos Chip/International) - SM-N9002 (dual-SIM) - SM-N9005 (4G/LTE Model/Qualcomm Snapdragon Chip/Selected Countries)                              |
| Setembre | Samsung Galaxy Gear                       | - SM-V700 |
| Juliol   | Samsung Galaxy S4 Mini (GT-I9190)         | - Galaxy S4 Mini (I9195, LTE) - Galaxy S4 Mini (I9192, dual-SIM) |
| Juny     | Samsung Galaxy S4 Active (GT-I9295)       | |
| Juny     | Samsung Galaxy S4 Zoom (SM-C1010)         | |
| Juny     | Samsung Galaxy Ace 3 (GT-S7270)           | - GT-S7272 (dual-SIM) - GT-S7275 (LTE) |
| Juny     | Samsung Galaxy Pocket Neo (GT-S5310)      | - GT-S5312 (dual-SIM) |
| Maig     | Samsung Galaxy Star (GT-S5280)            | - GT-S5282 (dual-SIM) - GT-S5283 (triple-SIM) |
| Maig     | Samsung Galaxy Core (GT-S8262)            | - GT-i8262D |
| Maig     | Samsung Galaxy Y Plus (GT-S5303)          | |
| Maig     | Samsung Galaxy Win (GT-I8550)             | - Galaxy Grand Quattro (GT-I8552, dual-SIM) |
| Abril    | Samsung Galaxy Mega                       | - GT-I9150 (5.8") - GT-I9152 (5.8", dual-SIM) - GT-I9200 (6.3") - GT-I9205 (6,3", LTE)                                                                                           |
| Abril    | Samsung Galaxy Fame (GT-S6810)            | - GT-S6810P (NFC) |
| Abril    | Samsung Galaxy S4 (GT-I9500)              | - GT-I9505 (LTE) - GT-I9506 (LTE+) |
| Març     | Samsung Galaxy Xcover 2 (GT-S7710)        | |
| Març     | Samsung Galaxy Young (GT-S6310)           | - GT-S6312 (dual-SIM) |
| Gener    | Samsung Galaxy Grand (GT-I9080)           | - GT-I9082 (dual-SIM) |
| Gener    | Samsung Galaxy S II Plus (GT-I9105)       | |
| Gener    | Samsung Galaxy Pocket Plus (GT-S5301)     | |
| 2012     |                                           | |
| Novembre | Samsung Galaxy S III Mini (GT-I8190)      | |
| Octubre  | Samsung Galaxy Rugby Pro (SGH-I547)       | - Samsung Galaxy Rugby LTE (SGH-i547C, Canadian market) |
| Octubre  | Samsung Galaxy Express                    | - SGH-I437 |
| Setembre | Samsung Galaxy Rush                       | |
| Setembre | Samsung Galaxy S Relay 4G                 | |
| Setembre | Samsung Galaxy Note II                    | |
| Setembre | Samsung Galaxy Reverb                     | |
| Setembre | Samsung Galaxy Victory 4G LTE (SPH-L300)  | |
| Setembre | Samsung Galaxy Pocket Duos (GT-S5302)     | |
| Agost    | Samsung Galaxy S Duos (GT-S7562)          | - Galaxy S Duos (GT-S7568, China Mobile TD-SCDMA) - Galaxy Trend (S7560M, single-SIM) - Galaxy Trend II Duos (GT-S7572, different camera, 1.2 GHz dual-core CPU, Chinese Market) |
| Juliol   | Samsung Galaxy Stellar (SCH-I200)         | |
| Maig     | Samsung Galaxy Ch@t (GT-B5330)            | |
| Maig     | Samsung Galaxy Appeal (SGH-I827)          | |
| Maig     | Samsung Galaxy S III (GT-I9300)           | - Galaxy S III (I9305, LTE) |
| Abril    | Samsung Galaxy S Advance                  | - Galaxy S II Lite |
| Abril    | Samsung Galaxy Rugby (GT-S5690M)          | |
| Març     | Samsung Galaxy Pocket (GT-S5300)          | |
| Març     | Samsung Galaxy Rugby Smart (SGH-i847)     | |
| Febrer   | Samsung Galaxy Beam (i8530)               | |
| Febrer   | Samsung Galaxy Y DUOS (GT-S6102)          | |
| Febrer   | Samsung Galaxy Mini 2 (GT-S6500)          | |
| Febrer   | Samsung Galaxy Ace 2 (GT-I8160)           | - Samsung Galaxy Ace 2 x (GT-S7560M) |
| Gener    | Samsung Galaxy Ace Plus (GT-S7500[L/T/W]) | |
| Gener    | Samsung Galaxy Y Pro Duos (GT-B5510)      | - GT-B5512(B) |
| 2011     |                                           | |
| Novembre | Samsung Galaxy Nexus (i9250)              | |
| Octubre  | Samsung Galaxy Note                       | |
| Octubre  | Samsung Stratosphere                      | |
| Agost    | Samsung Galaxy Xcover (S5690)             | |
| Agost    | Samsung Galaxy Precedent                  | |
| Agost    | Samsung Galaxy Y (GT-S5360)               | |
| Agost    | Samsung Galaxy M                          | |
| Agost    | Samsung Galaxy W (I8150)                  | - Samsung Exhibit II 4G (SGH-T679) |
| Agost    | Samsung Galaxy R (I9103)                  | |
| Agost    | Samsung Galaxy S Plus (GT-i9001)          | |
| Juny     | Samsung Galaxy Z                          | |
| Juny     | Samsung Exhibit 4G (SGH-T759)             | |
| Maig     | Samsung Galaxy S II (GT-I9100)            | - Samsung Galaxy S II Skyrocket - Samsung Captivate Glide |
| Abril    | Samsung Galaxy Neo                        | |
| Abril    | Samsung Galaxy Pro                        | |
| Abril    | Samsung Galaxy Prevail (SPH-M820)         | |
| Març     | Samsung Galaxy Mini (GT-S5570)            | - Samsung Galaxy Next (a Itàlia) - Samsung Galaxy Pop (a India) |
| Març     | Samsung Galaxy Gio (GT-S5660)             | |
| Febrer   | Samsung Galaxy SL (GT-I9003)              | |
| Febrer   | Samsung Galaxy Fit (S5670)                | |
| Febrer   | Samsung Galaxy Ace (GT-S5830, GT-S5830i)  | - Samsung Galaxy Cooper (GT-S5830, a Thailand) |
| 2010     |                                           | |
| Octubre  | Samsung Galaxy 551                        | |
| Agost    | Samsung Galaxy U                          | |
| Agost    | Samsung Galaxy 5                          | - Samsung Galaxy Europa - Samsung Galaxy 550 |
| Juliol   | Samsung Galaxy 3                          | - Samsung Galaxy Apollo |
| Juny     | Samsung Galaxy S (GT-I9000)               | - Samsung Captivate - Samsung Vibrant - Samsung Fascinate - Samsung Epic 4G - Samsung Mesmerize                                                                                  |
| 2009     |                                           | |
| Novembre | Samsung Galaxy Spica                      | - GT-I5700 - Samsung Galaxy Portal |
| Juny     | Samsung Galaxy                            | - GT-I7500 |

Notes
1. 1 2 3 4 5 6 7  Eighteen of the table entries were mentioned in Dan Rowinski's "A Brief History of the (Samsung) Galaxy Arxivat 2012-06-16 a Wayback Machine." article. The remaining six were already listed in this article prior to a revision.

## Phablets Samsung
- Samsung Galaxy Note
- Samsung Galaxy Note II
- Samsung Galaxy Note 3
- Samsung Galaxy Mega
- Samsung Galaxy Mega 2
- Samsung Galaxy Note 4
- Samsung Galaxy Note 5
- Samsung Galaxy Note 6
- Samsung Galaxy Note 7
- Samsung Galaxy Note 8
- Samsung Galaxy Note 9
- Samsung Galaxy Note 10

## Telèfons intel·ligents d'alta gamma Samsung
- Samsung Galaxy S
- Samsung Galaxy S II
- Samsung Galaxy S III
- Samsung Galaxy S4
- Samsung Galaxy S5
- Samsung Galaxy Round
- Samsung Galaxy Victory 4G LTE
- Samsung Galaxy S6
- Samsung Galaxy S6 Edge
- Samsung Galaxy S7
- Samsung Galaxy S7 Edge
- Samsung Galaxy S8
- Samsung Galaxy S8+
- Samsung Galaxy S9
- Samsung Galaxy S9+
- Samsung Galaxy S10
- Samsung Galaxy S10+
- Samsung Galaxy S10 5G

## Tablets

### Samsung Galaxy Tab
- Samsung Galaxy Tab 7.0
- Samsung Galaxy Tab 7.0 Plus
- Samsung Galaxy Tab 7.7
- Samsung Galaxy Tab 8.9
- Samsung Galaxy Tab 10.1
- Samsung Galaxy Tab 2 7.0
- Samsung Galaxy Tab 2 10.1
- Samsung Galaxy Tab 3 7.0 Juliol 2013 - SM-T210 (WiFi), SM-T211 (3G)
- Samsung Galaxy Tab 3 8.0 Juliol 2013 - SM-T310 (WiFi), SM-T311 (3G), SM-T315 (4G/LTE)
- Samsung Galaxy Tab 3 10.1 Juliol 2013 - SM-T510 (Wifi), SM-T511 (3G), SM-T515 (4G/LTE)
- Samsung Galaxy Tab 3 Lite 7.0 Gener 2014 - SM-T110 (Wifi), SM-T111 (3G)
- Samsung Galaxy Tab 4 7.0
- Samsung Galaxy Tab 4 8.0
- Samsung Galaxy Tab 4 10.1
- Samsung Galaxy Tab Pro 8.4 Gener 2014 - SM-T320 (WiFi), SM-T321 (3G), SM-T325 (4G/LTE)
- Samsung Galaxy Tab Pro 10.1 Gener 2014 - SM-T520 (Wifi), SM-T525 (3G & 4G/LTE)
- Samsung Galaxy Tab Pro 12.2 Gener 2014 - SM-T900 (Wifi), SM-T905 (3G & 4G/LTE)

### Samsung Galaxy Tab S
- Samsung Galaxy Tab S 10.5
- Samsung Galaxy Tab S 8.4

### Samsung Galaxy Note
- Samsung Galaxy Note 8.0
- Samsung Galaxy Note 10.1
- Samsung Galaxy Note 10.1 2014 Edition Tardor 2013 - SM-P600 (Wifi), SM-P601 (3G & Wifi), SM-P605 (LTE, 3G & Wifi)
- Samsung Galaxy Note Pro 12.2 Febrer 2014 - SM-P900 (Wifi), SM-P905 (LTE, 3G & Wifi)

## Reproductors multimèdia
- Samsung Galaxy Player

## Càmera
- Samsung Galaxy Camera[59]

El 29 d'agost de 2012, Samsung va introduir la càmera intel·ligent anomenada Samsung Galaxy Camera. Té 16 megapíxels de resolució, una lent amb 21x de zoom òptic, connectivitat 4G, i ve amb Android 4.1 Jelly Bean. Durant l'esdeveniment IFA de 2012 a Berlin, Samsung va confirmar les especificacions addicionals d'aquest dispositiu amb un processador de quatre nuclis a 1,4GHZ i sensitivitat a ISO 3200.
- Samsung Galaxy S4 zoom
- Samsung Galaxy NX
- Samsung Galaxy Camera 2
- Samsung Galaxy K Zoom

## Rellotges intel·ligents
- Samsung Galaxy Gear
- Samsung Gear 2
- Samsung Gear 2 Neo

## Smart Fitness Bands
- Samsung Gear Fit